# 김미진 (레이싱 모델)
김미진(1995년 2월 17일 ~ )은 대한민국의 레이싱모델이다.

## 경력

### 레이싱모델 경력
- 2019년 - CJ 대한통운 슈퍼레이스 챔피언십 레이싱모델
- 2019년 - 서울모터쇼 포즈 모델
- 2018년 - 지스타 포즈 모델
- 2018년 - 부산국제모터쇼 포즈 모델